# Hansenauropodidae
Hansenauropodidae – rodzina skąponogów z rzędu Tetramerocerata i nadrodziny Brachypauropodoidea.

## Opis
Należące tu skąponogi mają przynajmniej pierwszy i ostatni tergit niepodzielone, natomiast tergity od II do IV lub od II do V podzielone poprzecznie na protergit i metatergit. Formy dorosłe posiadają co najwyżej 9 par odnóży.

## Występowanie
Znane są z regionów neotropikalnego, etiopskiego i australijskiego.

## Systematyka
Do rodziny tej należy 6 gatunków zgrupowanych w 3 rodzaje:
- Antillauropus Remy, 1958
- Hansenauropus Remy, 1954
- Virginopauropus Scheller, 1990